# سرکارلار
سرکارلار (به ترکی آذربایجانی: Sərkarlar) یک منطقهٔ مسکونی در جمهوری آذربایجان است که در شهرستان بردع واقع شده‌است. سرکارلار ۳۰۲ نفر جمعیت دارد.